# Phthersigena unicornis
Phthersigena unicornis är en bönsyrseart som beskrevs av Tindale 1923. Phthersigena unicornis ingår i släktet Phthersigena och familjen Amorphoscelidae. Inga underarter finns listade i Catalogue of Life.